# Nicholas Ridley
Nicholas Ridley (1500. – Oxford, 16. listopada 1555.), engleski mučenik i vjerski reformator. 
Školovao se u Cambridgeu, Sorboni, u Parizu, a potom i u Belgiji. Spaljen na lomači za vrijeme strahovlade Marije krvave. Otprilike u isto vrijeme spaljeni su i Thomas Cranmer, John Hooper, John Philpot, Hugh Latimer i John Bradford.
1545. odbacuje nauk o transupstancijaciji. 1547. postaje biskup Rochestera, a 1550. Londona. Za vrijeme Edvarda VI. aktivan u širenju protestantizma. Pokušao je obratiti princezu Mariju, ali ona ga nije htjela slušati. Čim je došla na vlast pritvorila ga je, ispočetka u Londonski Tower, poslije u zatvor Bokardo u Oxfordu. 1555. proglašen je heretikom. Kad mu je obećan život u zamjenu za odricanje od vjere koju je smatrao istinitom, Ridley je odgovorio: "Dok imam daha u grudima, neću se odreći Gospoda i njegove otkrivene istine", a za vrijeme istrage u listopadu 1555., pred kraljičinim izaslanikom je izjavio: "Ja ne priznajem vlast rimskog biskupa (pape) i zato osuđujem i prezirem svaku vlast koja dolazi od njega". Na dan svoje mučeničke smrti poljubio je lomaču na koju je odveden i goreći nekoliko puta dodao: "Dajte više vatre, ne mogu izgorjeti".

## Poveznice
- Engleska Crkva
- Anglikanstvo